# 1965-ös Formula–1 német nagydíj
A német nagydíj volt az 1965-ös Formula–1 világbajnokság hetedik futama, amelyet 1965. augusztus 1-jén rendeztek meg a német Nürburgringen.

## Futam
Az időmérésen Jim Clark több, mint 3 másodperccel gyorsabb volt legközelebbi üldözőjénél, Stewartnál. A két skótot Hill és Surtees követte a rajtrácson. A rajt után Clark állt az élre, míg Hill és Stewart követte őt. Hill tartani próbálta Clark tempóját, míg Stewart túl keményen nyomta, és a Wippermann kanyarban kicsúszott, majd a sérült felfüggesztés miatt kiesett. Ekkor Gurney jött fel a harmadik helyre és az első három sorrendje megmaradt a leintésig. Hulme, McLaren és Spence kiesése után Jochen Rindt negyedik lett, első Formula–1-es pontjait szerezve. Jim Clark és a Lotus hatodik győzelmével bebiztosította 1965-ös egyéni és konstruktőri világbajnoki címét.

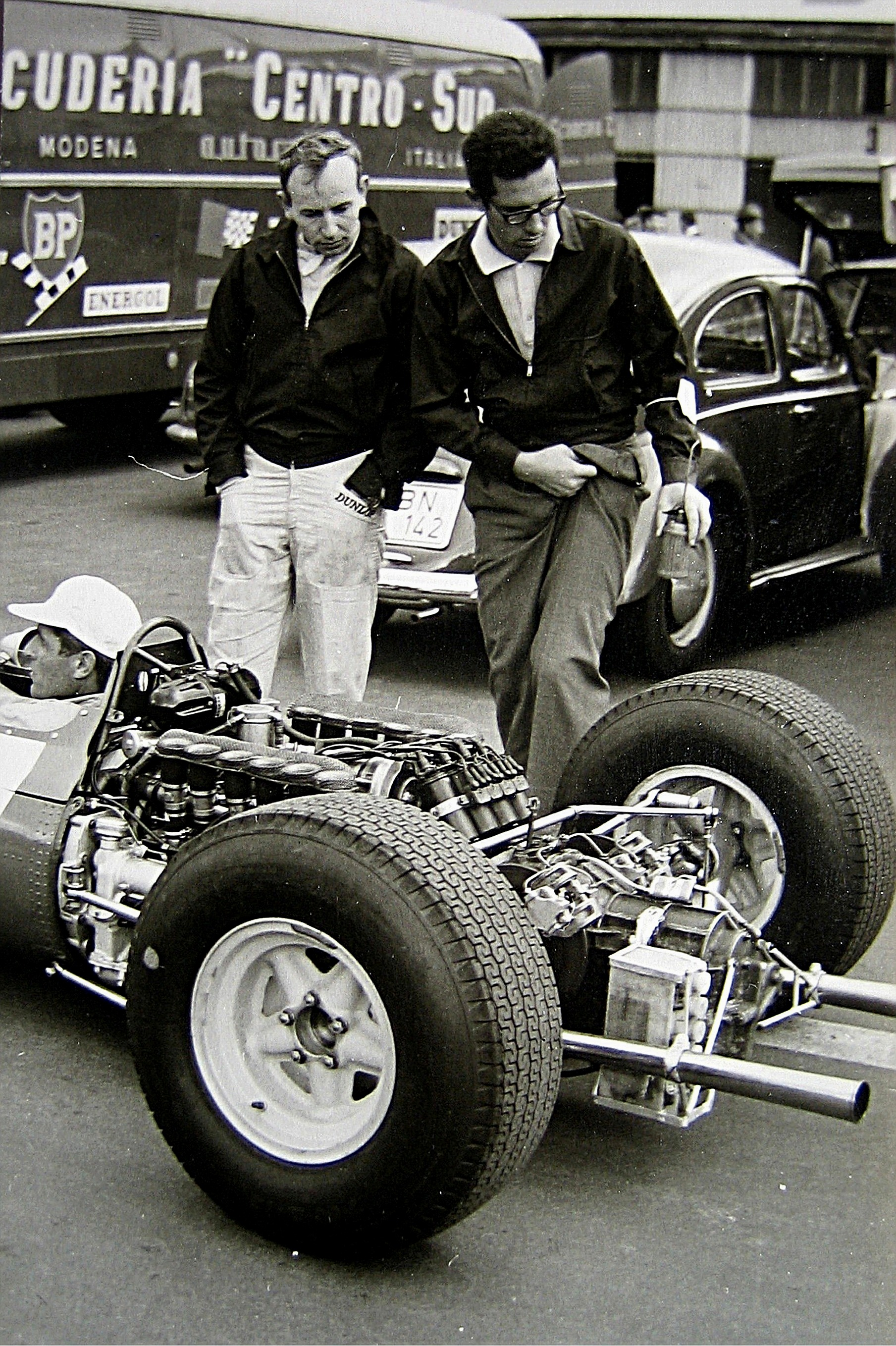
Surtees és Forghieri 1965-ös német nagydíjon

| Helyezés | Rajtszám | Versenyző          | Csapat/Motor   | Futott kör | Idő/Kiesés oka     | Rajthely | Pont |
| -------- | -------- | ------------------ | -------------- | ---------- | ------------------ | -------- | ---- |
| 1        | 1        | Jim Clark          | Lotus-Climax   | 15         | 2h07:52,4          | 1        | 9    |
| 2        | 9        | Graham Hill        | BRM            | 15         | + 15,9             | 3        | 6    |
| 3        | 5        | Dan Gurney         | Brabham-Climax | 15         | + 21,4             | 5        | 4    |
| 4        | 12       | Jochen Rindt       | Cooper-Climax  | 15         | + 3:29,6           | 8        | 3    |
| 5        | 4        | Jack Brabham       | Brabham-Climax | 15         | + 4:41,2           | 14       | 2    |
| 6        | 8        | Lorenzo Bandini    | Ferrari        | 15         | + 5:08,6           | 7        | 1    |
| 7        | 16       | Jo Bonnier         | Brabham-Climax | 15         | + 5:58,5           | 9        |      |
| 8        | 24       | Masten Gregory     | BRM            | 14         | + 1 kör            | 19       |      |
| Ki       | 7        | John Surtees       | Ferrari        | 11         | Váltóhiba          | 4        |      |
| Ki       | 17       | Jo Siffert         | Brabham-BRM    | 9          | Motorhiba          | 11       |      |
| Ki       | 2        | Mike Spence        | Lotus-Climax   | 8          | Erőátvitel         | 6        |      |
| Ki       | 3        | Gerhard Mitter     | Lotus-Climax   | 8          | Vízszivárgás       | 12       |      |
| Ki       | 20       | Richard Attwood    | Lotus-BRM      | 8          | Vízszivárgás       | 17       |      |
| Ki       | 11       | Bruce McLaren      | Cooper-Climax  | 7          | Váltóhiba          | 10       |      |
| Ki       | 6        | Denny Hulme        | Brabham-Climax | 5          | Üzemanyagszivárgás | 13       |      |
| Ki       | 19       | Chris Amon         | Lotus-BRM      | 3          | Elektronika        | 16       |      |
| Ki       | 22       | Paul Hawkins       | Lotus-Climax   | 3          | Olajszivárgás      | 20       |      |
| Ki       | 10       | Jackie Stewart     | BRM            | 2          | Felfüggesztés      | 2        |      |
| Ki       | 21       | Frank Gardner      | Brabham-BRM    | 0          | Váltóhiba          | 18       |      |
| NK       | 25       | Roberto Bussinello | BRM            |            | Nem kvalifikált    |          |      |
| NK       | 23       | Ian Raby           | Brabham-Climax |            | Nem kvalifikált    |          |      |

## Statisztikák
Vezető helyen:
- Jim Clark: 15 kör (1–15.)

Jim Clark 19. győzelme, 22. pole-pozíciója, 22. leggyorsabb köre, 10. mesterhármasa (pp, lk, gy)(R)
- Lotus 24. győzelme.
- Ez volt Paul Hawkins, Gerhard Mitter és Ian Raby utolsó Formula–1-es futama.
- Itt szerezte első világbajnoki pontjait Jochen Rindt.
- Jim Clark és a Lotus csapat három versennyel az évad vége előtt megnyerte az egyéni és a konstruktőri bajnokságot.